# Cyclodictyon
Cyclodictyon är ett släkte av bladmossor. Cyclodictyon ingår i familjen Hookeriaceae.

## Dottertaxa tillCyclodictyon, i alfabetisk ordning[1]
- Cyclodictyon aciculifolium
- Cyclodictyon aeruginosum
- Cyclodictyon albatum
- Cyclodictyon albicans
- Cyclodictyon albicaule
- Cyclodictyon allionii
- Cyclodictyon amnigenum
- Cyclodictyon angustirete
- Cyclodictyon arsenei
- Cyclodictyon aubertii
- Cyclodictyon bakeri
- Cyclodictyon benoistii
- Cyclodictyon bescherellei
- Cyclodictyon bicolor
- Cyclodictyon bidentatum
- Cyclodictyon blumeanum
- Cyclodictyon bombonasicum
- Cyclodictyon borbonicum
- Cyclodictyon breve
- Cyclodictyon brevifolium
- Cyclodictyon brittonae
- Cyclodictyon caespitosum
- Cyclodictyon castaneum
- Cyclodictyon chimborazense
- Cyclodictyon chloroleucum
- Cyclodictyon crassicaule
- Cyclodictyon cuspidatum
- Cyclodictyon delicatum
- Cyclodictyon dixonianum
- Cyclodictyon erubescens
- Cyclodictyon fendleri
- Cyclodictyon filicuspis
- Cyclodictyon flexicuspis
- Cyclodictyon glareosum
- Cyclodictyon glaucifolium
- Cyclodictyon hildebrandtii
- Cyclodictyon humectatum
- Cyclodictyon humile
- Cyclodictyon immersum
- Cyclodictyon iporangeanum
- Cyclodictyon jagianum
- Cyclodictyon kinabaluense
- Cyclodictyon krauseanum
- Cyclodictyon krebedjense
- Cyclodictyon laete-virens
- Cyclodictyon latifolium
- Cyclodictyon laxifolium
- Cyclodictyon lebrunii
- Cyclodictyon leucomitrium
- Cyclodictyon limbatum
- Cyclodictyon longifrons
- Cyclodictyon lorentzii
- Cyclodictyon marginatum
- Cyclodictyon maxonii
- Cyclodictyon minarum
- Cyclodictyon minus
- Cyclodictyon mittenii
- Cyclodictyon molliculum
- Cyclodictyon nivale
- Cyclodictyon obscurifolium
- Cyclodictyon obscurum
- Cyclodictyon olfersianum
- Cyclodictyon pandurifolium
- Cyclodictyon pergracile
- Cyclodictyon perlimbatum
- Cyclodictyon perrottetii
- Cyclodictyon plicatulum
- Cyclodictyon preussii
- Cyclodictyon pusillum
- Cyclodictyon recognitum
- Cyclodictyon regnellianum
- Cyclodictyon regnellii
- Cyclodictyon richardsii
- Cyclodictyon rivale
- Cyclodictyon roridum
- Cyclodictyon rubrisetum
- Cyclodictyon shillicatense
- Cyclodictyon spectabile
- Cyclodictyon stephanii
- Cyclodictyon subbrevifolium
- Cyclodictyon sublimbatum
- Cyclodictyon submarginatum
- Cyclodictyon subobtusifolium
- Cyclodictyon subtortifolium
- Cyclodictyon tocoraniense
- Cyclodictyon vallis-gratiae
- Cyclodictyon varians
- Cyclodictyon vesiculosum
- Cyclodictyon viridissimum